# Saint-Aubin-Fosse-Louvain
Saint-Aubin-Fosse-Louvain är en kommun i departementet Mayenne i regionen Pays de la Loire i nordvästra Frankrike. Kommunen ligger i kantonen Gorron som tillhör arrondissementet Mayenne. År 2022 hade Saint-Aubin-Fosse-Louvain 212 invånare.

## Befolkningsutveckling
Antalet invånare i kommunen Saint-Aubin-Fosse-Louvain
| Referens: INSEE |